# Пироги (село)
Пироги (укр. Пироги) — село,
Пироговский сельский совет,
Глобинский район,
Полтавская область,
Украина.
Код КОАТУУ — 5320686401. Население по переписи 2015 года составляло 824 человек.
Самый старый документ о Пирогах в Центральном Государственном Историческом Архиве Украины в городе Киеве это исповедная ведомость за 1742 год.
Имеются на карте центральных Украинских губерний и Курской губернии из атласа Российской Империи для гимназий 1807 года.
Является административным центром Пироговского сельского совета, в который, кроме того, входит село
Яроши.

## Географическое положение
Село Пироги находится на берегу реки Сухой Кагамлык,
выше по течению примыкает село Опрышки,
ниже по течению примыкает село Яроши.
На реке несколько запруд.
Через село проходит автомобильная дорога Т-1716.

## Экономика
- ООО АФ «Хлебодар».

## Объекты социальной сферы
- Школа.